# Haiterbach
Haiterbach è un comune tedesco di 5 818 abitanti, situato nel land del Baden-Württemberg.